# Oyama (Shizuoka)
Oyama (jap. 小山町 Oyama-chō) – miasto w Japonii, na wyspie Honsiu, w prefekturze Shizuoka. Według danych na rok 2020 miejscowość zamieszkiwało 18 568 mieszkańców , a gęstość zaludnienia wyniosła 136,8 os./km².